# Flakstad
Flakstad è un comune norvegese della contea di Nordland.
Il comune comprende l'intera Flakstadøya e parte della Moskenesøya, nell'arcipelago delle isole Lofoten.